# Orzo

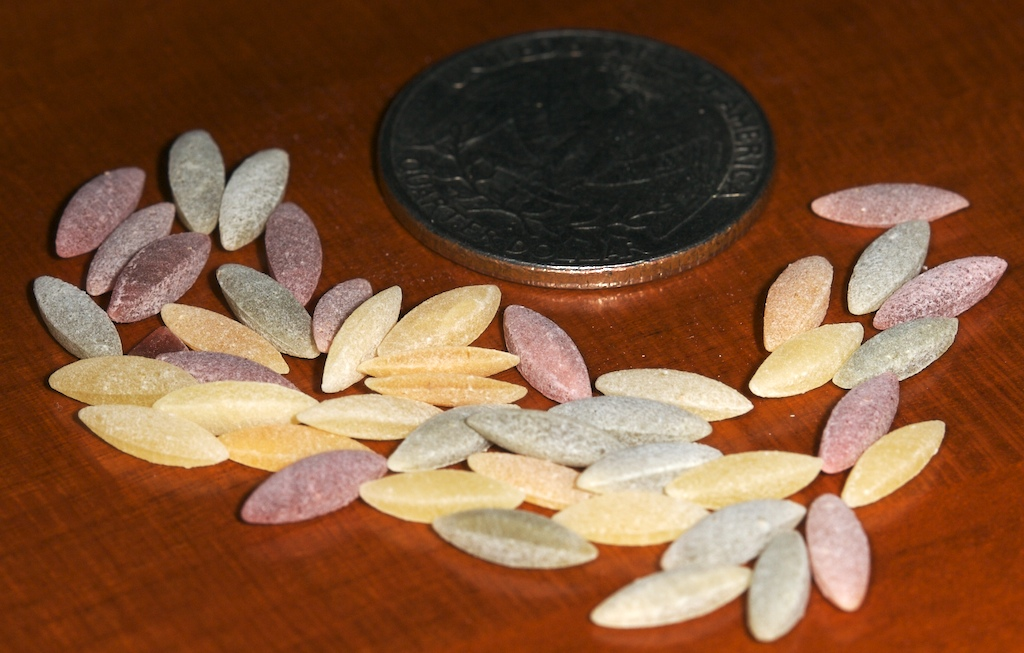
Massas de Orzo

Orzo (do latim hordeum), cujo nome em Português é massa pevide , às vezes chamado de arroz italiano, é uma massa alimentícia típica da cozinha italiana, e que tem a forma do arroz. É frequentemente usado em sopas. É conhecido também como risone ou kritharaki.